# Liste der Monuments historiques in Juilly (Seine-et-Marne)
Die Liste der Monuments historiques in Juilly (Seine-et-Marne) führt die Monuments historiques in der französischen Gemeinde Juilly auf.

## Liste der Objekte
| Bezeichnung                              | Beschreibung | Standort                                                          | Kennzeichnung | Schutzstatus | Datum | Bild |
| ---------------------------------------- | --- | ----------------------------------------------------------------- | ------------- | ------------ | ----- | ---- |
| 14 Kreuzwegstationen                     | Szenen des Kreuzweges wurden als Flachrelief in einem Medaillon in der Mitte eines strahlenförmigen Kreuzes dargestellt. Vom Bildhauer wurden nur wenige Farbtupfer auf die Lippen und Augen der dargestellten Personen aufgetragen. Gefertigt aus Eichenholz mit dezenter Bemalung aus dem Jahr 1935.                                                                    | in der Kirche St-Étienne (Lage)                                   | PM77004967    | Inscrit      | 2015  |      |
| Grabstatue von Kardinal de Bérulle       | Kardinal de Bérulle führte den Karmeliterorden in Frankreich ein und seine sterblichen Überreste wurden auf drei errichtete Gräber verteilt. Die Grabstatue von Kardinal de Bérulle wurde im 17. Jahrhundert vom Bildhauer Jacques Sarrazin aus Marmor geschaffen und im Jahr 1988 restauriert. Dieses Denkmal enthält die rechte Hand und den rechten Arm des Kardinals. | in der Kapelle der Oratorianerschule (Lage)                       | PM77000883    | Classé       | 1935  |      |
| Grabstatue von Nicolas Dangu             | Nicolas Dangu (1526–1567) war Bischof von Sées von 1539 bis 1545 und Bischof von Mende von 1545 bis 1567. Danach war er Prior von Juilly und wurde zum Kanzler des neuen Königs von Navarra, Antoine de Bourbon (1562-1555), ernannt. Die Grabstatue über der Grabstelle wurde aus Marmor im 17. Jahrhundert gefertigt.                                                   | in der Kapelle der Oratorianerschule (Lage)                       | PM77000884    | Classé       | 1935  |      |
| Historische Uhr                          | Bronzene Uhr aus dem Jahr 1596 | in der Oratorianerschule (Lage)                                   | PM77000885    | Classé       | 1942  |      |
| Glocke                                   | Bronzene Glocke aus dem Jahr 1596 vom Glockengießer Jean Delaitre hergestellt und im Jahr 1849 von der Glockengießerei Hildebrand in ihre heutige Form umgegossen. | In der Kapelle der Oratorianerschule (Lage)                       | PM77000886    | Classé       | 1942  |      |
| Skulptur Heiliger Josef                  | Die Holzskulptur des heiligen Josef ist ein Gegenstück zur Skulptur, die sich auf dem Altar an der Nordseite befindet (PM77004968). Entstehungszeit im Jahr 1935. | Auf der rechten Seite der Kapelle in der Kirche St-Étienne (Lage) | PM77004969    | Inscrit      | 2015  |      |
| Statuette Christus am Kreuz              | Das Kreuz aus Holz steht auf einem dreistufigen Sockel. Die hölzerne Christusfigur wurde vielfarbig bemalt und im Jahr 1935 vom Bildhauer Charles Jacob hergestellt. | In der Kirche St-Étienne (Lage)                                   | PM77004971    | Inscrit      | 2015  |      |
| Skulptur Unsere Liebe Frau von der Ernte | Die Holzskulptur wurde im Jahr 1935 vom Bildhauer Charles Jacob geschaffen. Sie erinnert an die Skulptur des heiligen Josef (PM77004969), die sich auf dem Altarbild an der Südseite befindet. | Auf der linken Seite der Kapelle in der Kirche St-Étienne (Lage)  | PM77004968    | Inscrit      | 2015  |      |
| Skulptur Christus am Kreuz               | Die Christusfigur aus Holz wurde an ein flaches Kreuz mit polygonalem Sockel angebracht. Sie wurde im Jahr 1935 vom Bildhauer Charles Jacob hergestellt. | In der Kirche St-Étienne (Lage)                                   | PM77004970    | Inscrit      | 2015  |      |